# American Pickers
American Pickers (Cazatesoros a Espanya, i The Pickers a Canadà, UK i Austràlia), és un reality show de televisió estatunidenc que es va estrenar el 18 de gener de 2010 a History Channel.

## Resum i recepció
El programa el dirigeixen Mike Wolfe i Frank Fritz, que viatgen pels Estats Units, especialment pel mig oest, inicialment en una furgoneta Mercedes-Benz Sprinter i posteriorment en una Ford Transit. Es dediquen a la compra d'antiguitats i objectes de col·lecció. Ells treballen amb Danielle Colby-Cushman, que dirigeix l'oficina del seu negoci d'antiguitats, des de la seva base a Le Claire, Iowa, i posteriorment també des d'una segona botiga a Nashville, Tennessee. Danielle investiga possibles pistes, i Mike i Frank localitzen als venedors en el camí.
L'obertura del programa està narrada pel mateix Mike Wolfe i Frank Fritz:
| « | Sóc Mike Wolfe. I jo, Frank Fritz. I som recol·lectors. Hem viatjat per les carreteres dels Estats Units a la recerca d'"or oxidat". Estem buscant coses sorprenents enterrades en els garatges i graners de la gent. El que la majoria de la gent veu "com escombraries", nosaltres ho veiem com diners. Hem comprat qualsevol cosa que ens doni diners. Cada objecte té la seva història molt particular i les persones que coneixem són peculiars. Ens guanyem la vida explicant la història dels Estats Units... peça per peça | » |

Wolfe i Fritz exploren les llars, graners, rafals i altres dependències, i altres llocs on s'han recollit les antiguitats i objectes de col·lecció. Fan una crida als col·leccionistes ocasionals, acaparadors i, a vegades, les persones que han heretat col·leccions aclaparadores d'aparents escombraries. Wolfe té un interès particular en motocicletes antigues, bicicletes velles i denaris i centau, mentre que Fritz té una afició per les joguines antigues, llaunes d'oli, antiguitats i motocicletes Honda antigues.

## A History
La sèrie de televisió es va estrenar el 18 de gener de 2010. L'episodi d'estrena de American Pickers, va aconseguir 3,1 milions de televidents, per la qual cosa és el més alt debut de classificació de canals Història des d'Ice Road Truckers el 2007. La temporada 2 es va estrenar el 7 de juny de 2010. El 8 de setembre de 2010 l'episodi "Laurel & Hardy" va obtenir audiències tan altes com 5,3 milions d'espectadors en la classificació per adults de 25-54 anys. A partir d'aquest episodi, la sèrie mantingué el #1 de sèries no-ficció de 2010 entre el total de televidents i adults de 25-54. La temporada 3 es va estrenar 28 de març de 2011.